# Le Bossu (film 1913)
Le Bossu è un cortometraggio del 1913 diretto da André Heuzé.

## Conosciuto anche come
USA: The Hunchback

## Adattamenti teatrali e cinematografici ulteriori
- Le Bossu, romanzo francese di cui questo è il primo di 10 adattamenti cinematografici e televisione noti.